# Западная церковь Святого Дунстана (Лондон)
Западная церковь Святого Дунстана (англ. Church of St Dunstan-in-the-West) — англиканская приходская церковь в районе Сити города Лондона (Великобритания), расположенная на улице Флит-стрит. Нынешнее неоготическое здание храма было построено в 1830-х годах по проекту архитектора Джона Шоу.

## История и описание
Первый храм на месте Западной церкви Святого Дунстана в Лондонском Сити был основан между 988 и 1070 годами. По данным на начало XXI века, не было точно известно, когда была построена первоначальная церковь — возможно, она была построена самим архиепископом Дунстаном или священниками, которые знали его лично. Впервые храм был упомянут в письменных источниках за 1185 год. Король Англии Генрих III получил данную церковь и её земли от Вестминстерского аббатства в 1237 году, а затем — передал их сообществу Domus Conversorum. Богослов Уильям Тиндейл являлся проповедников в церкви Святого Дунстана.
Церковь избежала разрушения в ходе Великого лондонского пожара 1666 года, поскольку декан Вестминстерской школы посреди ночи разбудил 40 учеников и сформировал из них пожарную команду. К XIX веку средневековая церковь претерпела множество изменений: так старый свод храма был заменен в 1701 году плоским потолком, украшенным панелями.
В начале XIX века средневековая церковь Святого Дунстана была снесена, чтобы позволить расширить улицу Флит-стрит: в июле 1829 года был принят акт Британского парламента, который разрешил снос. Первый камень в основание нового здания, строившегося по проекту Джона Шоу-старшего (1776—1832), был заложен в июле 1831 года. В августе 1832 года здание было практически достроено. Окончание реализации проекта проходило под руководство Джона Шоу-младшего (1803—1870).
Во время Второй мировой войны, в ходе «Блица», церковь потеряла только свои витражи — она пережила лондонские бомбардировки почти неповрежденной. В конце войны, 24-25 марта 1944 года во время операции «Стейнбок» (Operation Steinbock), церковь снова была повреждена. 4 января 1950 года церковное здание было внесено в список памятников архитектуры первой степени (Grade I). В XXI веке церковь делит свое здание с румынской православной общиной, образующей приход церкви Святого Георгия: в часовне слева от главного алтаря хранится иконостас из монастыря Антим в Бухаресте (Mănăstirea Antim), освященный в 1966 году.